# 桂林街道 (长春市)
桂林街道，是中华人民共和国吉林省长春市朝阳区下辖的一个乡镇级行政单位。

## 行政区划
桂林街道下辖以下地区：
西康路西社区、自由大路社区、同光路东社区、同光路西社区、西康路东社区、湖光社区和科技花园社区。